# Liolaemus forsteri
Liolaemus forsteri är en ödleart som beskrevs av  Laurent 1982. Liolaemus forsteri ingår i släktet Liolaemus och familjen Tropiduridae. Inga underarter finns listade i Catalogue of Life.